# Sharon Corbett
Sharon Corbett (verheiratete Avann; * 24. Juni 1953) ist eine ehemalige britische Speerwerferin.
Bei den British Commonwealth Games 1974 in Christchurch gewann sie für England startend Bronze.
1973 wurde sie mit ihrer persönlichen Bestleistung von 53,88 m Englische Meisterin.